# Enfants de la Creuse
Ne doit pas être confondu avec Maçons de la Creuse.

L'affaire des enfants de la Creuse ou des Réunionnais de la Creuse désigne le transfert forcé de plus de deux mille jeunes mineurs de leur île de La Réunion vers la France métropolitaine dans les années 1960 et 1970,  transfert auquel ont participé Michel Debré alors député de La Réunion, de nombreuses DDASS (dont celle de La Réunion), la préfecture de La Réunion et le ministère de la Santé. Il s'agit d'un épisode très connu à La Réunion, département et région d'Outre-mer de la France.
De 1962 à 1984, au moins 2 150 enfants réunionnais relevant de l'Aide sociale à l'enfance ont été transférés dans les départements métropolitains sujets à l'exode rural comme notamment la Creuse, le Tarn, la Lozère, les Pyrénées-Orientales, le Gers, dans le cadre de la politique de migration mise en place par le Bureau pour le développement des migrations intéressant les départements d'outre-mer (BUMIDOM).
Pour certains actes d’abandon parental ou d'autorisation de sortie du territoire pour les mineurs, la forme de leurs signatures laisse planer un doute sur la réelle volonté des signataires.
Ce déplacement d’enfants est organisé par le BUMIDOM avec l'aide des DDASS sous l'autorité de Michel Debré, alors député de La Réunion.
Les victimes de ces transferts les ressentent comme une déportation, leur histoire a fait l'objet d'une résolution parlementaire, et d'une commission d'information pour établir les faits, les responsabilités, et ainsi permettre la reconnaissance des préjudices par l'État.

## L'affaire
En 1954, la population de la Réunion est en augmentation extrêmement rapide due à une natalité très élevée et une mortalité en chute libre. Une situation vue comme une menace par les autorités qui craignent une aggravation de la situation sociale et un terreau fertile pour les revendications autonomistes portées par le Parti communiste réunionnais.
Dès les années 1960, la migration vers la métropole est organisée et est justifiée par la pression démographique des jeunes en âge de travailler. La Réunion connait alors un taux de natalité qui dépasse les 50 ‰, contre à peine 20 ‰ en métropole. Elle va intégrer des enfants sous tutelle de l’État.
Le programme, mis en place par Michel Debré, alors député de La Réunion, pour contribuer au repeuplement de certains départements français (dont la Creuse) par la déportation d'enfants réunionnais, a été porté par le Bureau pour le développement des migrations dans les départements d'outre-mer (BUMIDON) et le Comité national d'accueil et d'actions pour les Réunionnais en mobilité (CNARM). Au moins 2 150 enfants réunionnais, « abandonnés ou non » et immatriculés de force par les autorités françaises à la Direction départementale des affaires sanitaires et sociales (DDASS), sont déplacés par les autorités dans le but de repeupler les départements métropolitains victimes de l’exode rural, comme la Creuse, le Tarn, le Gers, la Lozère, les Pyrénées-Orientales.
Cette affaire est connue sous le nom des « enfants de la Creuse » car le département creusois a accueilli au moins 215 enfants. Ce département était très peu peuplé et les autorités locales étaient favorables à l'accueil d'enfants en difficulté. Cela a permis aussi de créer un centre d'accueil dédié. Le transfert a commencé en 1962, mais le tournant survient en 1966 avec le « débarquement dans la Creuse », lorsque 200 enfants, soit 12 % de l’effectif total, partent, dont 140 enfants envoyés d’un seul coup dans la Creuse (dont 126 entre août et septembre).

## Historique

### Le sort des enfants en métropole
À La Réunion, avant de s'envoler vers la métropole, les enfants et adolescents qui ont été séparés de leurs parents sont hébergés pour une durée variable dans divers foyers d'Aide Sociale à l'Enfance ou des congrégations religieuses. Ils sont déjà isolés de leurs parents et familles, puis « triés » sur la base de leur âge et de leurs comportements. Dans le quartier de Salazie de l'APEP de Hell-Bourg, quelques-uns se rappellent avoir enduré des maltraitances et des sévices.
Après leur arrivée à Orly, des nourrissons sont cédés à des familles adoptives, les plus grands, souvent noirs ou métis, sont envoyés dans des centres d’accueil, à Guéret (Creuse), à Quézac (Cantal), à Albi (Tarn) ou à Lespignan (Hérault), etc. Les mineurs de La Réunion ont été répartis dans 83 départements, principalement des régions rurales touchées par la décroissance démographique, comme la Creuse qui a reçu uniquement 10% des mineurs transférés. Puis les enfants sont dispersés dans des familles, payées par la Ddass de La Réunion.
Les enfants réunionnais déplacés en Creuse sont accueillis, lors de leur arrivée, dans un foyer de Guéret. « Certains ont été adoptés, d'autres sont restés en foyer ou ont servi de main-d'œuvre gratuite dans les fermes », les paysans à travers la Creuse les utilisant alors comme « bonne à tout faire » ou « travailleur sans salaires ». L'historien Ivan Jablonka parle de cas de « mise en esclavage ». La plupart de ces enfants « ont été marqués à vie ». Le Monde rapporte, outre les cas d'exploitation économique, des situations de maltraitance dans les familles adoptives. Quelques-uns ont reçu un bon accueil. Or, certains ont subi des maltraitances, été humiliés, discriminés, séparés de leurs proches et déplacés de domicile vers des foyers peu respectueux qui ont tiré parti de leur désespoir. Chacun a perdu toute relation avec ses origines et sa famille qui est restée à La Réunion notamment par le changement de nom. Des enfants n'ont pas réussi à supporter cet isolement. Ils ont pris la fuite et ils se sont suicidés.

Les enfants déplacés ont été déclarés pupilles de l'État, « c'est-à-dire que leurs parents n'avaient plus aucun droit sur eux », une minorité de ces enfants était orpheline. 

« Des centaines de parents illettrés signant des procès-verbaux d'abandon qu'ils ne peuvent pas déchiffrer, ils ne reverront jamais leurs enfants. »

« En août 1968, dans leur journal Témoignages, les communistes réunionnais ont dénoncé un "trafic d'enfants" » ; cependant, ce scandale d'État n'a été médiatisé que dans les années 2000. Ainsi, le Journal de 20 heures de TF1 du 7 février 2002 évoque pour la première fois l'affaire sur le plan national, après le dépôt de plainte de Jean-Jacques Martial le 30 janvier 2002 devant le tribunal administratif de Montpellier.
Marlène Ouledy, 53 ans, fait aussi partie de ces enfants qui ont été maltraités par leur famille d'accueil. Enlevée en 1971 à l'âge de 9 mois des bras de ses parents, elle estime qu'on « ne peut pas transplanter un enfant comme ça. On le fait avec une plante ou une fleur mais pas avec un être humain ». Elle dénonce les violences infligées par ses parents adoptifs : « J'étais élevée à coups de poing. Il me faisait manger la "tay" (excrément en créole réunionnais) et il n'y avait aucune surveillance de la part des assistantes sociales ».
Les fonctionnaires de la DDASS laissaient croire aux parents réunionnais auxquels ils retiraient les enfants que ces derniers connaîtraient un sort enviable en métropole comme de « grandes études ». Déracinés, déculturés, les enfants se retrouvent le plus souvent en échec scolaire. Quelques-uns obtiennent le certificat d’études primaires, entrent en apprentissage, deviennent cuisiniers, boulangers, ouvriers, menuisiers. D'autres finissent garçon de ferme ou femme de ménage. Enfin, certains perçoivent le RMI ou le RSA, d'autres ont été internés dans des institutions psychiatriques,.
Les parents qui étaient restés à La Réunion ne recevaient pas davantage d'informations sur leurs enfants transférés à une distance de 10 000 kilomètres de leur propre île. Au fil du temps, les contacts familiaux, les racines, ont disparu. C'est l'un des effets les plus tragiques de la déportation forcée des Réunionnais : tout comme tous les réfugiés du monde, les « Réunionnais de la Creuse » ne se sentent pas d'origine, mais ils n'y sont plus. En l'absence de racines et d'orientations, il est compliqué de bâtir son existence.
Selon Marion Feldman, professeure en psychopathologie à l'Université de Paris Nanterre et experte dans les traumatismes infantiles, il est possible que les ex-mineurs réunionnais transférés en Métropole subissent des séquelles traumatiques et fréquentes. À la suite d'un travail intense sur les enfants touchés par la Shoah, Marion Feldman considère que les traumatismes subis par les enfants de La Réunion provoquent de nombreux problèmes qui entravent le développement serein d'une personnalité adulte. D'après elle, ces troubles perdurent et se reproduisent à chaque étape cruciale de leur vie. Plus sévère encore : ces traumatismes se propagent désormais auprès de leurs proches et de leurs enfants, comme un virus qui traverse discrètement les générations.

### Rôle de Michel Debré
D'après l'historien Ivan Jablonka, 

« un homme joua un rôle décisif : Michel Debré. […] Il imagina et mit en place le transfert, et le défendit contre vents et marées,. »

D'importants pédo-psychiatres ont régulièrement prévenu Michel Debré et les dirigeants de l'Aide Sociale à l'Enfance des « dégâts » (suicides, dépressions, fugues) que ce déplacement forcé commençait à engendrer chez de nombreux jeunes transférés en Métropole. En 1975, à un médecin qui s'inquiétait de la santé mentale des pupilles (les cas de dépression et de suicide ayant été nombreux), il justifiait sa politique qui a « donné les meilleurs résultats », s'indignait de ce qu'on puisse critiquer l'opération, et ajoutait ironiquement : « Quel dommage que ne vive pas de nos jours un nouveau Molière pour nous dépeindre ce groupe de psychiatrie infanto-juvénile ! ». En 2021, un groupe d'auteurs remet en cause le rôle déterminant de l'ancien Premier ministre en considérant qu'il n'a fait qu'appliquer une politique migratoire qu’il n’avait pas décidée lui-même,.

### Jugements historiques: un cas de déportation?
Des victimes de ce déplacement considèrent qu'elles ont été victimes d'une déportation. Ainsi en 2005, l'association des Réunionnais de la Creuse décide d'assigner l'État français devant le tribunal administratif de la ville de Limoges, afin que la « déportation » dont ont été victimes les 1 630 enfants soit reconnue juridiquement.
Pour Ivan Jablonka, la migration réunionnaise a été accomplie par et pour l'État français ; la migration des pupilles « n'est donc pas un dérapage ; elle est une institution républicaine ». Selon I. Jablonka, toujours, « l'opération s'est déroulée à la limite de la légalité […] Debré a traité l'île comme une colonie. […] L'épisode révèle une configuration postcoloniale dont nous ne sommes toujours pas sortis. »

Le sociologue Philippe Vitale de l'université d'Aix-Marseille — président de la commission nationale de recherche historique des Enfants de la Creuse, créée par la ministre des Outre-mer — déclare :

« [...] À mes yeux, il y a trois victimes dans cette affaire. D'abord les ex-mineurs, bien sûr, qu'on a traités comme du bétail. Les familles réunionnaises, ensuite. Mais enfin, aussi, les familles d'accueil qui n'ont pas toutes brutalisé, violé ni exploité ces mineurs et qui, en ce cas, ne comprennent pas le procès qui leur est fait. Traiter les Creusois en Thénardier, en négriers, c'est faire à beaucoup d'entre eux un faux procès même si, en effet, des atrocités ont été commises. »

### Résolution de l'Assemblée nationale du 18 février 2014
Le 18 février 2014, l'Assemblée nationale adopte — à 125 voix contre 14 — la résolution proposée par Ericka Bareigts (députée socialiste de La Réunion), qui reconnaît la « responsabilité morale » de l'État français, :
« L’Assemblée nationale,
[…]
considérant que l’État se doit d’assurer à chacun, dans le respect de la vie privée des individus, l’accès à la mémoire ;
considérant que les enfants, tout particulièrement, doivent se voir garantir ce droit pour pouvoir se constituer en tant qu’adultes ;
considérant que dans le cas du placement des enfants réunionnais en métropole entre 1963 et 1982 ce droit a été insuffisamment protégé ;
1. demande que la connaissance historique de cette affaire soit approfondie et diffusée ;
2. considère que l’État a manqué à sa responsabilité morale envers ces pupilles ;
3. demande que tout soit mis en œuvre pour permettre aux ex-pupilles de reconstituer leur histoire personnelle[23]. »

Deux semaines après ce vote, Claude Bartolone, président de l'Assemblée nationale, s'est déplacé à La Réunion pour rencontrer des enfants de la Creuse et remettre aux deux députées de la région le texte de la déclaration.
Deux ans plus tard, en février 2016, une commission d'experts est mise en place par le ministère des Outre-mer.

### La question des réparations financières
En février 2014, les députés français reconnaissent la « responsabilité morale de l'État envers ses pupilles. » Une commission nationale de recherche historique des Enfants de la Creuse est créée par George Pau-Langevin, ministre des Outre-mer ; elle est présidée par Philippe Vitale. Cependant, cette commission exclut la possibilité de réparations financières au titre de la responsabilité de l'État français.
Plusieurs associations demandent une réparation autre que purement mémorielle et symbolique, comme la Commission pour les enfants volés d'outre-mer (Cevou) et le Conseil représentatif des associations noires de France (CRAN). Un ancien pupille, Jean-Jacques Martial, ayant porté plainte contre l'État en 2002, et ayant vu sa plainte rejetée car prescrite, le CRAN a envisagé la possibilité de porter plainte pour crime contre l'humanité, crime imprescriptible.
En Suisse, des milliers d'enfants qui ont été enlevés de leurs parents dans des foyers défavorisés ont reçu un remboursement fédéral de 300 millions d'euros.

### Commission d'information et de recherche sur les enfants de la Creuse
Présidée par le sociologue Philippe Vitale, co-auteur de Tristes tropiques de la Creuse (2004), cette commission, composée d'universitaires et d'officiels réunionnais, a pour mission de répondre aux trois éléments de la résolution de loi et de faire des propositions. Le mandat de la commission est de deux années. Les travaux débutent le 18 février 2016.

Pour Philippe Vitale, 

« il est important d'effectuer un travail scientifique neutre et irréprochable, et de partir de la base : combien et qui étaient ces enfants ? »

Le premier objectif est donc de « dénombrer et de localiser précisément les anciens pupilles, le dernier recensement datant de 2002. Ensuite, nous allons consulter le plus de monde possible afin de faire des préconisations au ministère concernant de potentielles réparations. » Une page dédiée, sur le site du ministère de l'Outremer, doit permettre à ceux qui voudront se faire connaître de se signaler. La ministre, George Pau-Langevin, s'est engagée à donner « tous les moyens nécessaires ». Les objectifs sont précisés dans le communiqué de presse d'installation de la commission :
- approfondir la connaissance historique sur les Enfants de la Creuse et contribuer à sa diffusion ;
- établir un tableau précis des populations concernées et de leur situation démographique aujourd’hui ;
- proposer une relation précise des décisions et des actes ayant permis le transfert de 1 615 enfants et adolescents réunionnais vers l’hexagone ;
- entendre les associations et permettre aux ex-pupilles de reconstituer leur histoire personnelle ;
- proposer des actions et mesures permettant de favoriser le travail de mémoire individuel et collectif autour de cette question.

Le 16 février 2017, Philippe Vitale rend compte des premiers résultats obtenus par la commission. Depuis longtemps, les victimes demandent que leur souffrance soit reconnue et les dommages réparés.
Ericka Bareigts fait un premier rapport d'étape des travaux et annonce les premières mesures en faveur des Réunionnais victimes de l'exil forcé :
- le financement d'un billet d'avion pour retourner à La Réunion et retrouver sa famille ;
- le financement des frais d'hébergement sur place pendant les 3 premiers jours ;
- une aide psychologique que ce soit en métropole ou à La Réunion[3].

Le rapport définitif doit être remis en février 2018. Ferdinand Mélin-Soucramanien (professeur de droit public, et déontologue de l'Assemblée nationale) participera aux travaux « afin de "sécuriser" la liste de victimes ».
Selon les conclusions du rapport, rendu le 10 avril 2018,

« il semble aujourd’hui évident de dénoncer comme une hérésie l’implantation d’enfants de La Réunion à plus de 9 000 kilomètres de chez eux, dans des campagnes de l’Hexagone frappées par l’exode rural. […]
À l’époque, le contexte fait que la très grande majorité des esprits n’est choquée ni à La Réunion ni dans l’Hexagone. La dénonciation de la transplantation n’a finalement pris corps qu’avec la prise en compte des apports de la pédopsychiatrie. »

La commission a répondu au besoin d'un travail de mémoire sur l'exil forcé de ces enfants dont le traumatisme perdure. Le rapport reconnaît la responsabilité morale de l'État français et la défaillance de l'aide sociale à l'enfance. La question de la responsabilité juridique et l'indemnisation du préjudice reste ouverte.
Une recherche-action est mise en œuvre depuis, afin d'explorer les multiples problématiques afférentes au traumatisme de vie que constitue, pour les enfants de la Creuse, la déportation dont ils ont fait l'objet. Le Pr Malika Mansouri, et le Pr Marion Feldman, psychologues cliniciennes spécialisées dans les thématiques du colonialisme, de la migration, et des ruptures de filiation, participent à la mise en œuvre de cette recherche-action et à l'élaboration de propositions de pistes théoriques et opérationnelles.
À l'Assemblée nationale, la députée de La Réunion, Karine Lebon, mène, depuis son élection en 2020, une mobilisation pour la reconnaissance du préjudice subi par ces enfants de la Creuse et pour trouver les modalités d'une indemnisation de leur préjudice.

### Des mesures pour accompagner les ex-mineurs et faire reconnaître leur histoire
Plusieurs mesures sont mises en place comme le versement d'un voyage dans des conditions favorables d'accueil à La Réunion, une facilitation d'accès aux documents personnels ou un soutien psychologique, le rapport recommande également un soutien social pour les ex-mineurs en situation d'exclusion et le rapatriement des cadavres à la suite du décès. Le rapport encourage une diffusion maximale et la mise en lumière de l'histoire des ex-mineurs auprès du grand public ainsi que dans les programmes universitaires d'éducation et de recherche. Il propose de mettre en place des « espaces mémoriels » et de mettre en place une journée de reconnaissance.
En 2023, on annonce qu'un « centre de ressources et de mémoire » consacré à l'histoire des « enfants réunionnais de la Creuse » sera prochainement établi à Guéret, en Creuse, destiné non seulement aux ex-mineurs, mais également aux élèves et aux scientifiques qui portent un intérêt pour ce récit.

## Commémorations

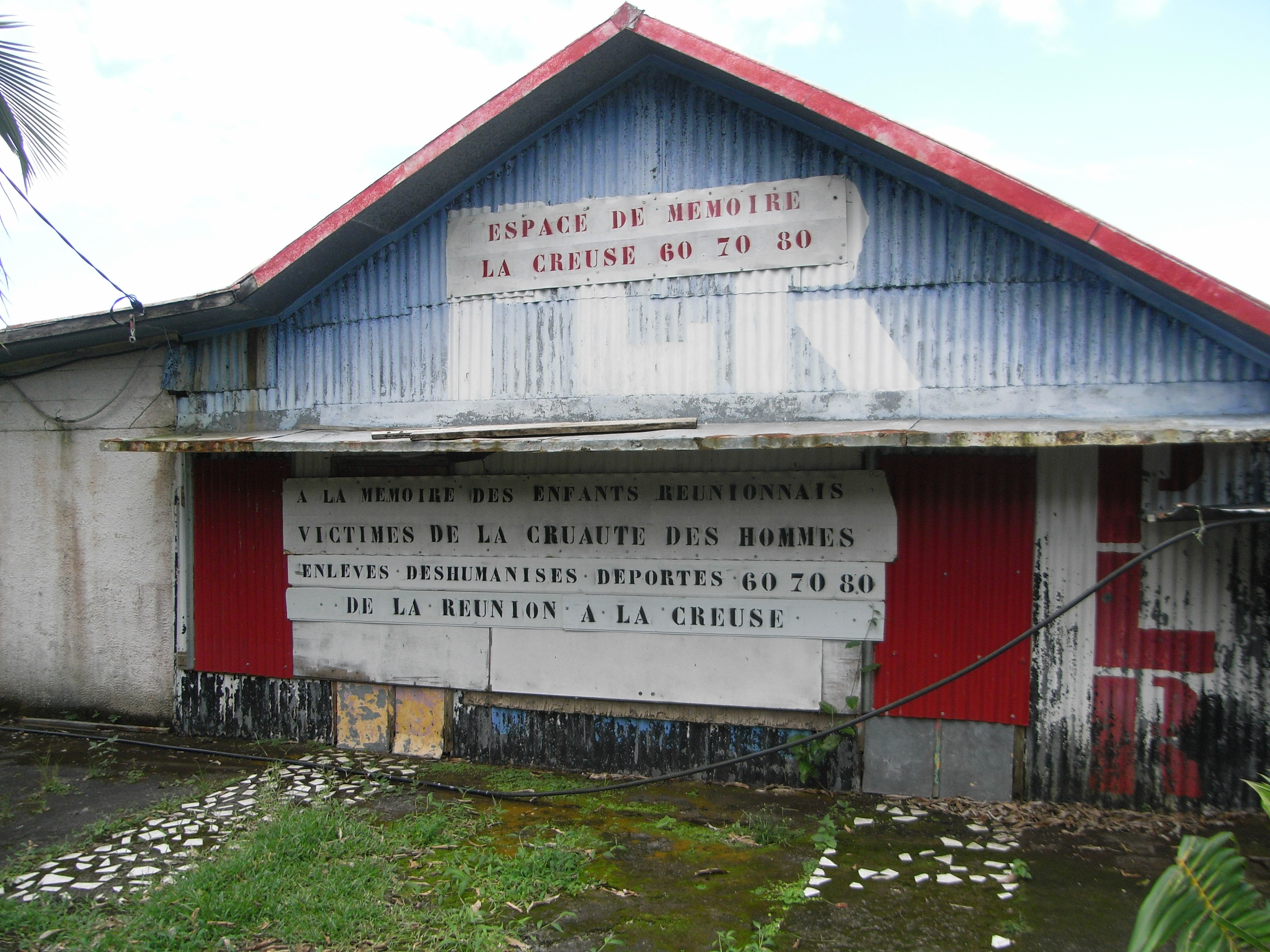
Espace de mémoire des victimes du BUMIDON - Île de La Réunion.

À l'occasion du cinquantenaire du début des déplacements des enfants en 1963, une stèle commémorative du sculpteur Nelson Boyer a été élevée à l'aéroport de La Réunion Roland-Garros, à l'initiative du conseil général de La Réunion. Son inauguration par la présidente du Conseil général, Nassimah Dindar, s'est tenue le 20 novembre 2013.
Une plaque commémorative rappelle cette affaire à l'aéroport de Paris-Orly, elle a été apposée le 17 février 2022 et inaugurée par le ministre des Outre-mer Sébastien Lecornu, en la présence du secrétaire d'état en charge de l'Enfance et des Familles, Adrien Taquet. Cette plaque est dédiée aux enfants dits "de la Creuse" et reconnait la responsabilité morale des pouvoirs publics de l'époque. Certains des enfants d'alors étaient présents.

### Ouvrages historiques
- Gilles Ascaride, Corine Spagnoli, Philippe Vitale, Tristes tropiques de la Creuse, Éditions K'A, 2004
- Gilles Ascaride, Corine Spagnoli, Philippe Vitale, Les Réunionnais de la Creuse : une affaire d'État, Annuaires des Pays de l’Océan Indien, 2006
- Ivan Jablonka, Enfants en exil, transfert de pupilles réunionnais en métropole (1963-1982), Éditions du Seuil, Paris, 2007
- Gilles Ascaride, Philippe Vitale, Mémoire et migration de l'ombre, le cas des Réunionnais de la Creuse, Editions Solal, 2008
- Wilfrid Bertile, Prosper Ève, Gilles Gauvin, Philippe Vitale, Les Enfants de la Creuse : idées reçues sur la transplantation de mineurs de La Réunion en France, Éd. Le Cavalier bleu, coll. « Idées reçues », Paris, 2021  (ISBN 979-10-318-0442-2).
- Gilles Gauvin, Philippe Vitale, Enseigner l'histoire des enfants de la Creuse, Paris, Canopé, 2021

### Récits autobiographiques
- Jean-Jacques Martial, Une enfance volée, Les quatre chemins, 2003  (ISBN 9782847842104), rééd. Le Livre de Poche 2021  (ISBN 978-2-253-10141-3)
- Jean-Pierre Gosse, La Bête que j’ai été. Le témoignage d’un Réunionnais déporté dans la Creuse en 1966, Éd. Alter Ego, 2005
- Elise Lemai, La Déportation des Réunionnais de la Creuse : témoignages, Éditions L'Harmattan, 2004.

### Romans
- Christian (collectif), Zistoir Kristian Mes-aventures : Histoire vraie d’un ouvrier réunionnais en France, Maspero, 1977, réédité aux Éditions K’A, 2009 Présente une critique du BUMIDON[36].
- Jean-Louis Robert, Creuse, ta tombe[note 1], Éditions K’A, 2006
- Mariella Righini, Bonbon piment, Grasset, 2004
- Brigitte Peskine, L’Île de mon père, Casterman, 2005, récit pour la jeunesse
- Christophe Léon, Les mangues resteront vertes, Talents hauts, coll. « Les héroïques », 2016, roman jeunesse
- Ahmed Kalouaz, Enfants de l'exil : de l'île de la Réunion à la Creuse, Oskar éditeur, 2016, roman jeunesse
- Ariane Bois, L'Île aux enfants, Belfond, coll. « Pointillés », 2019
- Jean-François Samlong, Un soleil en exil, Gallimard, coll. « Continents noirs », 2019  (ISBN 978-2-07-285314-2)
- Corine Valade, L'Arbre des oublis, Éditions de Borée, 2019
- Françoise Le Gloahec, Sucre amer, Ramsay, 2020
- Murielle Guerrero-Gillet, Sur le chemin des flamboyants, Éditions Taraxacum, 2022  (ISBN 978-2-9534564-4-8)
- Alexia Stresi, Batailles, éditions Stock, 2020
- Anaëlle Jonah, Danse avec tes chaînes, éditions Fayard, 2024  (ISBN 978-2-213-72771-4)

### Bande dessinée
- Olivier Trotignon, Ella.2, Dada Tom, éditions Orphie, 2008
- Téhem, Piments Zoizos - Les enfants oubliés de la Réunion, Steinkis, 2020  (ISBN 978-2368463260)[37], avec l'appui scientifique de Gilles Gauvin.
- La Brigade des Souvenirs, Tome 2 : Mon île adorée, Carbone, Cee Cee Mia, Marko (illustrations) 2021  (ISBN 978-2800173993)

## Filmographie

### Court métrage
- Au fond du trou, court métrage de fiction réalisé par Lauren Ransan et Abel Vaccaro, 2024. Produit par Wopé et diffusé sur Canal+[38],[39] Ce film, incarné par les acteurs Gustave Kervern, Elise Larnicol et Ophélie Winter, a pour particularité d'aborder cette histoire du point de vue d'un enfant, de manière poétique et surréaliste[40].
Il est intégré depuis 2025 à l’American University of Paris, dans son programme Francophone culture in Shorts, qui a pour objectif de parler des relations complexes entre la France et ses départements d'Outre-mer[41].

### Documentaires télévisuels
- Une enfance en exil : Justice pour les 1 615[42] de William Cally, avec la collaboration de l'historien Sudel Fuma ; production Kapali Studios Création, 53 min, 2013 ; diffusion France Télévision (France 3, France Ô et Réunion La Première) Considéré comme le documentaire le plus émouvant et le plus instructif jamais réalisé sur cette triste histoire, ce film a eu un écho exceptionnel auprès de la population réunionnaise et métropolitaine. Il a, entre autres, permis aux téléspectateurs de prendre pleinement conscience de la vérité sur cette histoire et du traumatisme des victimes exilées. Plusieurs manifestations et un grand débat télévisé sur Réunion Première, orchestré par Jean-Marc Collienne, ont été organisés lors de la diffusion du documentaire. La députée Huguette Bello fait allusion au documentaire lors de son discours à l'Assemblée nationale pour la résolution mémorielle sur le placement des enfants réunionnais en métropole.
- Arrachée à son île de Patrice du Tertre ; production Mano à mano. 2002, 52 min ; diffusion sur France 5 Centré sur le vol d'enfants réunionnais, le film retrace le parcours de Marie-Thérèse Gasp, soustraite à sa mère à l'âge de six semaines, arrivée dans la Creuse à l'âge de trois ans, en avril 1966, en compagnie de plusieurs dizaines d'enfants de La Réunion. Trente-cinq ans après, Marie-Thérèse  Gasp est à la recherche de son passé ; le film la suit dans ses démarches[13].
- Objectif lune de Jimmy Grassiant[43].
- Les Enfants de la Réunion : un scandale d’État oublié de Clémence de la Robertie, réalisé par Guénola Gazeau et Pierre Lascar, 2016, 52 min, diffusé le dimanche 19 février 2017 sur France Ô, dans le magazine Histoire d’outre-mer[44], présenté par Fabrice d'Almeida.
- France's Stolen Children, diffusion sur BBC Newsnight.
- The Insight team take an in-depth look at Stolen Children in France, diffusion sur TRT World.
- Rassine Monmon, Papa. Tome 1 : Ce passé qui ne passe pas ![45], réalisé par Michael Gence ; production Kollectif Nawak, 2015, 82 min. Le film traite, d'un point de vue personnel, de la période « Bumidom ». Cette première partie pose le contexte de l'époque de migration généralisée à La Réunion (fonction publique, études, jeunes travailleurs et pupilles), par l'agencement de témoignages et archives[46].
- « Arrachée à ma famille à La Réunion, je suis une "enfant de la Creuse" »[47], Speech Konbini, 2021, 5 min 29 sec.

Un documentaire diffusé durant les travaux de la commission permet à Noémie Lenoir de découvrir que sa mère a fait partie des enfants de la Creuse : cette dernière, partie de La Réunion à l'âge de seize ans, est passée par le foyer de Guéret.

### Fictions télévisuelles
- Le Pays des enfants perdus, téléfilm réalisé par Francis Girod, 2004.
- Un mensonge oublié, téléfilm français (policier) réalisé par Éric Duret pour France 3 en 2017 et diffusé en 2018[49].
- Meurtres à Albi, téléfilm français (policier) de la série Meurtres à... de France 3 diffusé en 2021[50].

## Documentaires radiophoniques
- « Les pupilles réunionnais, un aller sans retour pour la métropole »[51] de Jean-Louis Rioual ; réalisation Renaud Dalmar ; diffusé le 30 mars 2010 (rediff. le 23 juillet 2010) dans l'émission La Fabrique de l'histoire sur France Culture (53 min).
- « Saint-Denis de la Réunion - Guéret : le voyage sans retour des orphelins malgré eux »[52] de Philippe Bardonnaud, Pascal Dervieux, Vanessa Descouraux ; diffusé le 16 février 2014 dans l'émission Interception sur France Inter (39 min 20 s).
- « Les enfants volés de la Creuse »[53] de Christophe Hondelatte, histoire et témoignage de Jean-Jacques Martial, Europe 1, émission Hondelatte raconte ; diffusé le 12 septembre 2019, puis le 19 mai 2020.

## Musique
Cette déportation a été systématiquement dénoncée à compter du milieu des années 1970 dans la littérature et la musique réunionnaises.
Ainsi, les chansons de Danyèl Waro, un chantre du maloya sur l'île, qui fut lui-même emprisonné en métropole à la suite de son refus de faire son service militaire (albums Garfourn et Batarsité).
De même, les chansons de Ziskakan ; l'une d'entre elles sortie en 1980 s'intitule Bumidom et se termine en affirmant :
Bimidom, bimidom ou vol nout bann frer.

Bimidom, bimidom ramas pa manter.

Bimidom, bimidom ou fé mal nout ker.

Bimidom, bimidom na kas ton bann fer.
Traduit du créole réunionnais au français, ce texte signifie :
Bumidom, Bumidom, tu nous voles nos frères.

Bumidom, Bumidom, ne mens pas.

Bumidom, Bumidom, tu fais mal à nos cœurs.

Bumidom, Bumidom, nous casserons tes fers.